# باشگاه ورزشی سنترال کوردوبا (سانتیاگو دل استرو)
اتلتیکو سنترال کوردوبا (به اسپانیایی: Club Atlético Patronato de la Juventud Católica) یک باشگاه ورزشی آرژانتینی در شهر سانتیاگو دل استرو می‌باشد که در لیگ برتر فوتبال آرژانتین بازی می‌کند. این باشگاه در تاریخ ۳ ژوئن ۱۹۱۹ توسط گروهی از کارگران راه‌آهن تأسیس شده‌است.